# Seleção Canadense de Futebol
A Seleção Canadense de Futebol (português brasileiro) ou Seleção Canadiana de Futebol (português europeu) representa o Canadá nas competições internacionais de futebol a nível profissional dos homens. Eles são supervisionados pela Associação Canadense de Futebol e competem na Confederação de Futebol da América do Norte, Central e Caribe (CONCACAF).
Suas realizações mais significativas são: venceu o Campeonato da CONCACAF de 1985 para se qualificar para a Copa do Mundo FIFA de 1986 e ganhar a Copa Ouro da CONCACAF 2000, se classificando para a Copa das Confederações de 2001. O Canadá também ganhou uma medalha de ouro nos Jogos Olímpicos de Verão 1904. O Canadá conquistou duas medalhas de ouro nos Jogos da Francofonia de 1989 e 1997 sendo até o momento o maior vencedor dessa competição. O único ponto do Canadá em competições FIFA foi em um empate de 0x0 com a seleção brasileira em 2001.

## História

### Primeiros anos
O futebol era jogado no Canadá com a Dominion Football Association (1877) e a Western Football Association (1880) atuando como precursores da moderna Federação Canadense de Futebol. Em 1885, a WFA enviou uma equipe representante para Nova Jérsei para assumir um lado estendido pela Associação Americana de Futebol, o corpo então não oficial que rege o esporte nos Estados Unidos. Em um amistoso não-oficial, o Canadá derrotou os anfitriões por 1-0, em East Newark, Nova Jérsei. A seleção americana venceu por 3-2 num jogo de volta um ano depois. Em 1888, uma equipe representou a WFA em uma excursão das ilhas britânicas, ganhando um recorde de nove vitórias, cinco empates e nove derrotas. O esquadrão formado por 16 jogadores canadenses, com a única exceção sendo o organizador da excursão, David Forsyth, que imigrou para o Canadá um ano depois de seu nascimento.
Em 1904, Galt Football Club representou a WFA nos Jogos Olímpicos de St. Louis, Missouri. Como uma das três equipes concorrentes, Galt derrotou dois clubes americanos, Christian Brothers College (7-0) e St. Rose (4-0) para vencer o torneio. A edição do Toronto Mail and Empire de 18 de novembro de 1904 relata: "Imediatamente após o jogo, a agregação de Galt, totalizando cerca de 50 pessoas, retirou-se para o cargo de James W. Sullivan, chefe do Departamento de Cultura Física, onde receberam os seus prêmios. Depois de uma breve conversa com o Sr. James E. Conlon do Departamento de Cultura Física, o prefeito Mundy, da cidade de Galt, presenteou a cada jogador da equipe vencedora com uma bela medalha de ouro". As medalhas são claramente gravadas com o nome da empresa em St. Louis que as fez.
Em 1905, uma equipe britânica de turistas amadores apelidada de "Pilgrims" (Peregrinos) excursionou no Canadá, com a sua partida contra Galt anunciada como o "campeonato do mundo". A partida foi jogada na frente de quase 4.000 fãs em Galt, agora parte de Cambridge, Ontário, e terminou em um empate de 3-3. Anteriormente, os Pilgrims tinham sido batidos por 2-1 pelo Berlin Rangers, na cidade agora conhecida como Kitchener.
A seleção canadense excursionou pela Austrália em 1924, jogando uma série de "testes" amistosos contra seus hospedeiros, incluindo o seu primeiro jogo oficial, uma derrota amistosa por 3-2 para a seleção australiana de futebol em Brisbane, em 7 de junho de 1924. Em 1925, o Canadá jogou contra seus antigos rivais, os Estados Unidos, em Montreal, ganhando de 1-0 na baliza de Ed McLaine. Em um jogo de volta, em novembro de 1925 no Brooklyn, Nova Iorque, o Canadá foi derrotado por 5-1. Um ano depois, o Canadá perdeu de 6-2 para os estadunidenses na mesma cidade, antes de jogar quatro internacionais em uma turnê em 1927 na Nova Zelândia.

### 1957 a 1989
Seguindo o exemplo das associações de futebol britânicas, o Canadá retirou-se da FIFA em 1928 devido a uma disputa sobre quebra pagamentos para jogadores amadores. Eles voltaram a confederação em 1946 e participaram das eliminatórias para a Copa do Mundo pela Confederação Norte-Americana de Futebol (NAFC) (uma precursora da CONCACAF) pela primeira vez em 1957, a primeira vez que tinha jogado como uma seleção em 30 anos. Sob a orientação do treinador Don Petrie, o Canadá derrotou os EUA em Toronto por 5-1 no seu jogo de estreia, mas perdeu dois jogos no México (não jogando um jogo em casa por razões financeiras) por 2-0 e 3-0, antes de derrotar os EUA por 3-2 em St. Louis. O México avançou como vencedor de grupo, o que significa que o Canadá não foi à Copa do Mundo FIFA de 1958 na Suécia.
Canadá retirou-se das eliminatória para a Copa do Mundo FIFA de 1962 e não entrou com uma equipe para 1966. Eles competiram no futebol nos Jogos Pan-americanos de 1967, sua primeira vez a fazê-lo na sexta edição dos jogos, que eles hospedaram em Winnipeg. O Canadá terminou em um quarto lugar respeitável, ajudou um pouco defendendo a ausência do campeão Brasil.
Um empate em 0-0 com Bermudas significou que os canadenses, sob comando do técnico Peter Dinsdale, não puderam avançar da primeira rodada das eliminatória da Copa de 1970. Dinsdale foi substituído por Frank Pike. Em sua segunda participação no futebol nos Jogos Pan-Americanos, realizada em Cáli, Canadá fez bem em terminar em segundo em seu grupo na rodada de abertura (com a anfitriã Colômbia). Na rodada do grupo final no entanto, conseguiram apenas uma vitória (sobre a Colômbia) e terminaram em penúltimo.
Canadá mais uma vez falhou no primeiro obstáculo nas eliminatórias da Copa do Mundo FIFA de 1974. Sob o comando do técnico alemão Eckhard Krautzun, eles terminaram em segundo lugar em uma eliminatória de turno e returno para a fase de grupo do Campeonato CONCACAF de 1973 (no México). No Pan-Americano de 1975, o Canadá, juntamente com a maioria dos grandes países, enviou sua equipe olímpica, que era amadora (e com idades superiores), para competir. Após qualificação arrastada na primeira rodada, o Canadá foi fragorosamente derrotado pela Costa Rica, Cuba e México, tomando um total de 14 gols e marcando nenhum. Nos Jogos Olímpicos do ano seguinte, sob o comando do técnico Colin Morris, Canadá conseguiu sair na primeira rodada, perdendo ambos os jogos. Isto apesar de o jogo brilhante de Jimmy Douglas, que marcou um gol maravilhoso contra a URSS e outro gol contra a Coreia do Norte, os únicos dois gols do Canadá no torneio.
No Campeonato da CONCACAF de 1977, agora com os vencedores de grupo e vice-campeão avançando, o Canadá, novamente sob o comando do técnico Krautzun, qualificou-se como vice-campeã após derrotar os norte-americanos por 3-0 em um local neutro, em partida única, jogado em Port-au-Prince. No campeonato, jogado em Monterrei e na Cidade do México, México venceu todas as cinco de suas partidas com um saldo de gols de +15, ganhando o torneio com folga. Canadá terminou em quarto.
A questão era diferente no campeonato da CONCACAF seguinte, em 1981, jogado em Tegucigalpa. Canadá entrou no torneio "se achando" ao vencer o México e os Estados Unidos. No torneio, os canadenses abriram fortemente com uma vitória por 1-0 sobre o El Salvador, com o artilheiro Mike Stojanovic, e um empate em 1-1 contra o Haiti, com a marcação de Stojanovic novamente. Em seguida, eles perderam para a anfitriã Honduras por 2-1 e depois empataram com o México em 1-1. Uma vitória no último jogo contra Cuba os teria levado à Espanha, mas deu empate em 2-2, permitindo ao El Salvador a se qualificar como vice-campeão do torneio.
De 1981 a 1985 o Canadá se viu crescendo sob a orientação do técnico inglês Tony Waiters. Tão perto em 1981, Waiters veria o Bordos até à sua primeira e última aparição em Copa do Mundo em 1985. Um empate de 1-1 com a Guatemala foi fundamental para que lhes permitisse eliminar Los Chapines no grupo da primeira rodada. A segunda rodada também foi muito disputada, em parte como esse time canadense foi forte defensivamente, mas tinha capacidade limitada de gols. Os Canucks conseguiram a vitória em casa de 1-0 sobre a Honduras, graças a George Pakos, segurou um empate contra a Costa Rica em San José sem gols e depois, no último jogo, eles precisavam de um empate para se qualificar, batendo Los Catrachos uma segunda vez, por 2-1, em St. John's, Terra Nova e Labrador, com Pakos e Igor Vrablic marcando. A vitória não só garantiu a sua primeira vaga em Copa do Mundo, mas também a coroa de campeão da CONCACAF pela primeira vez, embora o México não tenha competido, já tendo qualificado automaticamente para a Copa do Mundo como anfitrião.
Na Copa do Mundo FIFA de 1986, o Canadá impressionou defensivamente em seu primeiro jogo, permitindo poucas chances e sofrendo apenas um gol, de Jean-Pierre Papin, perdendo para a França pelo placar mínimo. Eles perderam seus dois outros jogos, para a Hungria e a URSS por 2-0, terminando no fundo de seu grupo, e em 24° e último lugar no torneio.
Em 1989, ganhou sua primeira medalha de ouro nos Jogos da Francofonia.

### Década de 1990
A qualificação para a Copa de 1990 durou todas as duas partidas para o Canadá, uma série de turno e returno com a Guatemala, jogada em outubro de 1988. Os centro-americanos venceram o primeiro jogo por 1-0, na Cidade da Guatemala, enquanto que o Canadá prevaleceu em Vancouver por 3-2. Empatados no saldo de gols, Los Chapines avançaram pela regra do gol fora de casa.
Em 1990, o Canadá participou da primeira Copa das Nações Norte-Americanas, hospedando o torneio de três equipes. México e Canadá enviaram seus equipes completas, mas os EUA enviaram uma equipe B. Canadá venceu o torneio após uma vitória por 1-0 sobre os Estados Unidos em 6 de maio e uma vitória por 2-1 sobre o México em 13 de maio. Todos os três gols canadenses foram marcados por John Catliff, artilheiro do torneio.
Canadá novamente chegou perto da classificação para a Copa do Mundo de 1994 sob a orientação de um defensor na equipe de 1986, Bob Lenarduzzi. Eles entraram no torneio na segunda rodada e avançaram como vice-campeões do grupo. Canadá competiu fortemente na rodada final, empatanto a sua primeira partida em Tegucigalpa depois de um pênalti polêmico que permitiu aos hondurenhos empatar, ganhando seus dois próximos, de El Salvador e Honduras, em Vancouver, perdendo de forma convincente no Estádio Azteca, e vencendo por 2-1, em San Salvador. Entraram em seu último jogo do grupo contra o México, em Toronto, precisando de uma vitória para ganhar o grupo e, assim, se classificar diretamente para a Copa do Mundo. Canadá abriu o placar com um gol olímpico de Alex Bunbury, mas o México marcou duas vezes no segundo tempo, vencendo por 2-1. A perda significava que Canadá terminou em segundo lugar e avançou para a repescagem intercontinental onde precisava vencer duas rodadas para se qualificar para a Copa do Mundo dos EUA de 94. Os Vermelhos foram contra os campeões da OFC, a Austrália. O Canadá ganhou a primeira partida por 2-1, em Edmonton. A Austrália ganhou a segunda partida por 2-1 no fim dos 90 minutos, enviando o empate para a prorrogação. Não houve gols nos 30 minutos extras, ou seja, a série foi decidida nos pênaltis, onde a Austrália venceu por 4-1, eliminando o Canadá. A Austrália veio a perder por 2-1 no agregado com a Argentina, que avançou para a Copa do Mundo.
Com a Copa do Mundo sendo disputada nos EUA, o Canadá teve a oportunidade de jogar vários amistosos com equipes de alto nível. O destaque deste conjunto de jogos - jogados contra Marrocos, Brasil, Alemanha, Espanha e Países Baixos no prazo de 13 dias - foi o Canadá segurar um empate em 1-1 com o eventual campeão da Copa do Mundo, o Brasil, no Commonwealth Stadium, aos 69 minutos por Eddy Berdusco, na única chance de gol clara no jogo do Canadá. Também foram memoráveis as acusações dos jogadores holandeses após a partida, dizendo que dos canadenses enfrentaram muito agressivamente para um amistoso.
Com três países beneficiados da CONCACAF para a Copa do Mundo de 1998, e com o Canadá vencendo com facilidade o seu grupo da segunda fase sobre El Salvador, Panamá e Cuba, as expectativas eram altas para uma segunda qualificação em 12 anos, em 1997. Os canadenses, no entanto, saíram miseravelmente, perdendo seu jogo de estreia para o México por 4-0 e a seguinte para os EUA por 3-0. Em casa, em suas próximas duas partidas contra El Salvador e Jamaica, conseguiu apenas dois empates de 0-0, terminando no último lugar do grupo com 6 pontos em 10 jogos e um saldo de gols de -15. Tendo supervisionado duas campanhas consecutivas para Copas do Mundo acabarem não se qualificando, Lenarduzzi deixou o cargo em 1997 e foi substituído pelo técnico interino Bruce Twamley.
Em 1997, ganhou sua segunda medalha de ouro nos Jogos da Francofonia.

### Século XXI
A Federação Canadense de Futebol comprou outro alemão para liderar a equipe profissional em 1999, Holger Osieck. O sucesso veio rapidamente com o Canadá vencendo a Copa Ouro da CONCACAF 2000, em fevereiro de 2000. Depois de sair da primeira rodada por desempate na moeda com a convidada Coreia do Sul, os Canucks marcaram uma vitória na prorrogação nas quartas-de-final de virada sobre o México com o gol de ouro de Richard Hastings. A vitória definiu o cenário para uma corrida sem precedentes para a final, onde o Canadá derrotou a Colômbia por 2-0 no Los Angeles Memorial Coliseum, em Los Angeles, Califórnia. O Canadá arrasou na cerimônia de premiação, com o goleiro Craig Forrest ganhando o prêmio MVP, Carlo Corazzin garantindo a Chuteira de Ouro e Hastings chamado de Revelação do Torneio.
As expectativas foram novamente elevadas seguindo resultado do inverno, mas a campanha rápida e completamente engasgada, como vários deles haviam feito antes. Um resultado positivo fora de casa, em Havana, por 1-0 em junho foi seguido por um empate apático em casa em 0-0 contra Cuba. Para a rodada semifinal, duas das quatro equipes avançaram. A liderança de Dwight Yorke em Trinidad e Tobago mostrou no seu jogo contra o Canadá, a de estreia para ambas as seleções, que eram candidatas, derrotando Les Rouges por 2-0 em Edmonton. Canadá fez apenas um gol em seis jogos, enquanto tomou oito, terminando em terceiro na classificação, bem atrás dos líderes T&T e México.
Ganhando a Copa Ouro, fez o Canadá ganhar uma vaga na Copa das Confederações de 2001, onde o destaque foi segurar um empate com o Brasil de 0-0. A vitória na Copa Ouro também lhe rendeu um convite para competir na Copa América de 2001. Quando diz respeito à segurança solicitada no cancelamento do torneio, o Canadá dissolveu seu acampamento de treinamento e os jogadores canadenses voltaram para as suas equipes de clube. O torneio foi reintegrado e, em seguida, realizado dentro do cronograma. A Federação Canadense de Futebol anunciou que não seria capaz de participar no torneio reintegrado.
O Canadá teve outro bom desempenho na Copa Ouro da CONCACAF 2002, perdendo para os Estados Unidos na semifinal nos pênaltis, e depois derrotando a Coreia do Sul no jogo pelo terceiro lugar, por 2-1. Houve uma Copa Ouro realizada no ano seguinte, de modo a realizar o evento nos anos entre a Copa do Mundo e as Olimpíadas, e o Canadá foi eliminado na primeira rodada no saldo de gols. O técnico Osieck tinha visto o ruim progresso, mas foi incapaz de assegurar a inclusão do artilheiro do Canadá, Tomasz Radzinski, no plantel. O técnico pediu demissão em setembro de 2003 e o ex-jogador Colin Miller foi encarregado como interino.
2004 marcou o início das eliminatórias para a Copa do Mundo de 2006, e uma nova era sob a orientação do ex-capitão canadense Frank Yallop. Ele parecia o homem certo para o trabalho depois de levar o San José Earthquakes a dois MLS em três anos. As coisas começaram brilhantemente, com os canadenses despachando Belize com folga na Rodada Premilinar, 8-0 no agregado, em uma série de turno e returno. O assunto foi, no entanto, da mesma forma que tinha ocorrido quatro anos antes, com o Canadá como último lugar num grupo com Costa Rica, Guatemala e Honduras. Eles conseguiram apenas 5 pontos em 6 jogos e um saldo de gols de -4.
Tempos difíceis continuaram sob o comando de Yallop com os Canucks novamente saindo na primeira barreira da Copa Ouro da CONCACAF 2005, perdendo para os EUA e a Costa Rica, e derrotando Cuba. O técnico permaneceu até 2005, supervisionando uma série um amistosos contra clubes europeus. Ele renunciou em 7 de junho de 2006 para se tornar treinador do Los Angeles Galaxy.
Coisas mudaram sob a orientação do técnico interino Stephen Hart. O Canadá abriu sua campanha na Copa Ouro de CONCACAF de 2007 com uma vitória por 2-1 sobre a Costa Rica. A derrota por 2-1 de virada para a arrivista Guadalupe foi seguida por uma vitória convincente por 2-0 sobre o Haiti, garantindo o primeiro lugar ao Canadá em seu grupo. Em seguida, eles bateram a Guatemala por 3-0 nas quartas-de-final, criando um confronto na semifinal com os americanos anfitriões no Soldier Field. Frankie Hejduk marcou o primeiro aos 39 minutos e Landon Donovan aumentou o placar americano, marcando em uma penalidade máxima. Iain Hume entrou e marcou para o Canadá aos 76 minutos. Depois dos Estados Unidos ficarem reduzido a dez homens, o Canadá pressionou para o empate, mas foram polemicamente barrados quando o gol de Atiba Hutchinson foi incorretamente anulado pelo bandeirinha Ricardo Louisville.
Antes da Copa Ouro, em 18 de maio de 2007, a Federação Canadense de Futebol anunciou que o ex-jogador da seleção Dale Mitchell iria tomar posse como técnico principal da equipe profissional depois da Copa do Mundo Sub-20 de 2007. Mitchell já tinha servido como assistente técnico de Frank Yallop. Mitchell foi técnico da seleção masculina Sub-20 por três Copas do Mundo Sub-20. Após o anúncio, a seleção Sub-20 do Canadá foi sem gols para a Copa do Mundo Sub-20 de 2007 e foi eliminada na primeira fase.
A equipe enfrentou críticas por sua má gestão com o goleiro Greg Sutton, que sofreu uma concussão durante um treino em Miami antes do início da Copa Ouro, em maio. Sem um médico que acompanha a equipe, Sutton foi a um médico local, que o liberou para jogar, o que resultou em Sutton sofrer a síndrome pós-concussão. Sutton ficou fora do seu clube profissional, o Toronto FC, por quase um ano. Dale Mitchell, em seguida, decidiu não chamar nenhum jogador canadense que jogava na América do Norte para amistosos de verão. De acordo com Mitchell, o Canadá empatou amistosos com a Islândia fora de casa e contra a Costa Rica em casa, perdeu de 2-0 para a África do Sul em Durban, teve uma vitória por 1-0 sobre a Martinica e uma derrota de 2-0 para a Estónia, em Tallinn. O otimismo cresceu, porém, como o Canadá jogou bem em uma derrota de 3-2 para o Brasil, num jogo disputado no Qwest Field.
Apesar de derrotar São Vicente e Granadinas por 7-1, no agregado, em uma segunda rodada da série - tiveram uma isenção na primeira rodada - o Canadá não jogou ao nível que tinha mostrado na Copa Ouro e foram eliminados das eliminatórias para o Mundial de 2010. Eles cederam o empate logo depois de marcar o primeiro gol contra a Jamaica no BMO Field, cedeu dois gols de rápida sucessão no segundo tempo em uma derrota em casa por 2-1 para Honduras no Saputo Stadium e depois perdeu fora de casa para o México e Honduras. Eles terminaram como os últimos no grupo de quatro equipes com apenas 2 pontos em 6 jogos.
Em 27 de março de 2009, o treinador Dale Mitchell foi demitido. O presidente da Federação Canadense de Futebol, Dominic Maestracci, disse que "a Federação Canadense de Futebol é comprometida com o futuro do programa da nossa seleção masculina. Fizemos essa decisão de mudar o programa para uma nova direção". O diretor técnico Stephen Hart foi renomeado como técnico interino.
Em 9 de dezembro de 2009, Stephen Hart foi nomeado como treinador principal. Sob Herdman, o Canadá se classificou em 2019 para a primeira divisão na temporada inaugural da Liga das Nações da CONCACAF após uma campanha de qualificação invicta. Competindo na Liga A das Nações da CONCACAF, o Canadá conquistou uma vitória por 2–0 sobre os Estados Unidos no BMO Field, a primeira vitória do Canadá contra seus rivais americanos desde 1985. No entanto, o Canadá cairia para uma derrota por 4–1 contra os Estados Unidos no jogo fora de casa e não conseguiu se classificar para as finais da Liga das Nações.
A seleção do Canadá foi marcada pela chegada de uma geração de novos jogadores jovens, liderados pelo primeiro canadense vencedor da Liga dos Campeões da UEFA, Alphonso Davies, do Bayern de Munique, o jogador de futebol canadense mais caro da história, Jonathan David, que ingressou no Lille por € 30 milhões em 2020 e o estabelecimento da Canadian Premier League, a primeira liga de futebol totalmente profissional do país.
Em 27 de março de 2022, o Canadá derrotou a Jamaica por 4 a 0 na 13ª rodada para se classificar para a Copa do Mundo FIFA de 2022 no Catar. Isso acabou com uma seca de 36 anos desde a primeira e única vez que o Canadá disputou uma Copa do Mundo da FIFA, em 1986.
Na Copa do Mundo FIFA de 2022, o Canadá impressionou ofensivamente em seu primeiro jogo, com várias tentativas ao gol, inclusive com Alphonso Davies tendo desperdiçado um pênalti no primeiro tempo (defendido pelo goleiro Thibaut Courtois), mas levou um gol no final da etapa inicial do atacante Michy Batshuayi e os canadenses acabaram derrotados pela Bélgica por 1-0. Na partida seguinte, contra a Croácia, o Canadá enfim fez história e marcou seu primeiro gol em Mundiais, com Davies acertando um forte cabeceio num cruzamento de cobrança de falta logo no segundo minuto de jogo (no que foi o gol mais rápido do torneio), mas os Canucks não resistiram à pressão croata e levaram a virada por 4-1. Na despedida, contra o Marrocos, o Canadá foi derrotado novamente, desta vez por 2-1 (com o zagueiro Nayef Aguerd desviando um chute de Sam Adekugbe e fazendo gol contra para os canadenses), encerrando a sua campanha com novamente três derrotas em seu retorno à Copa do Mundo e terminando no fundo de seu grupo, em 31° e penúltimo lugar na competição (somente à frente do anfitrião Catar).
O Canadá co-sediará a Copa do Mundo FIFA de 2026, junto com os vizinhos norte-americanos Estados Unidos e México, sendo a terceira participação do país no torneio.

## Estádio
Os estádios específicos de futebol no Canadá incluem o BMO Field, em Toronto (lar do Toronto FC), Estádio Saputo, em Montreal (lar do Montreal Impact) e King George V Park, em St. John's. O Canadá jogou as eliminatórias para a Copa do Mundo de 2010 em casa no BMO Field, Estádio Saputo e Estádio Commonwealth, em Edmonton.

## Resultados recentes
Legenda
| Data                | Torneio                               | Local                      | Equipe da Casa | Placar | Equipe de Fora | Artilheiros |
| ------------------- | ------------------------------------- | -------------------------- | -------------- | ------ | -------------- | --- |
| 25 de março de 2021 | Eliminatórias Copa do Mundo FIFA 2022 | Orlando, Estados Unidos    | Canadá         | 5–1    | Bermudas       | Larin gols{{\|19\|27\|69}}, Laryea gol{{\|53}}, Corbeanu gol{{\|81\|}}                                                                                               |
| 29 de março de 2021 | Eliminatórias Copa do Mundo FIFA 2022 | Bradenton, Estados Unidos  | Ilhas Caiman   | 0–11   | Canadá         | Cavallini gols{{\|68\|74\|76}}, Davies gols{{\|28\|73}}, Kaye gols{{\|33\|63}}, Sturing gol{{\|6}}, Larin gol{{\|14}}, Wotherspoon gol{{\|25}}, Johnston gol{{\|43}} |
| 5 de junho de 2021  | Eliminatórias Copa do Mundo FIFA 2022 | Bradenton, Estados Unidos  | Aruba          | 0–7    | Canadá         | Cavallini gols{{\|18\|48}}, Hoilett gol{{\|20}}, Brault Guillard gol{{\|49}}, Davies gol{{\|78}}, Larin gol{{\|88}}, David gol{{\|90}}                               |
| 8 de junho de 2021  | Eliminatórias Copa do Mundo FIFA 2022 | Bridgeview, Estados Unidos | Canadá         | 4–0    | Suriname       | Davies gol{{\|37}}, David gols{{\|59\|72\|77}} |
| 12 de junho de 2021 | Eliminatórias Copa do Mundo FIFA 2022 | Porto Príncipe, Haiti      | Haiti          | 0–1    | Canadá         | Larin gol{{\|14}} |
| 15 de junho de 2021 | Eliminatórias Copa do Mundo FIFA 2022 | Bridgeview, Estados Unidos | Canadá         | 3–0    | Haiti          | Duverger gol contra{{\|46}}, Larin gol{{\|74}}, Hoilett gol{{\|89}}                                                                                                  |

## Registro de Copas do Mundo
| Registro de Copas do Mundo FIFA | Registro de Copas do Mundo FIFA                  | Registro de Copas do Mundo FIFA                  | Registro de Copas do Mundo FIFA                  | Registro de Copas do Mundo FIFA                  | Registro de Copas do Mundo FIFA                  | Registro de Copas do Mundo FIFA                  | Registro de Copas do Mundo FIFA                  | Registro de Copas do Mundo FIFA                  |
| Ano                             | Rodada                                           | Posição                                          | J                                                | V                                                | E*                                               | D                                                | GF                                               | GS                                               |
| ------------------------------- | ------------------------------------------------ | ------------------------------------------------ | ------------------------------------------------ | ------------------------------------------------ | ------------------------------------------------ | ------------------------------------------------ | ------------------------------------------------ | ------------------------------------------------ |
| 1930                            | Não entrou                                       | Não entrou                                       | Não entrou                                       | Não entrou                                       | Não entrou                                       | Não entrou                                       | Não entrou                                       | Não entrou                                       |
| 1934                            | Não entrou                                       | Não entrou                                       | Não entrou                                       | Não entrou                                       | Não entrou                                       | Não entrou                                       | Não entrou                                       | Não entrou                                       |
| 1938                            | Não entrou                                       | Não entrou                                       | Não entrou                                       | Não entrou                                       | Não entrou                                       | Não entrou                                       | Não entrou                                       | Não entrou                                       |
| 1950                            | Não entrou                                       | Não entrou                                       | Não entrou                                       | Não entrou                                       | Não entrou                                       | Não entrou                                       | Não entrou                                       | Não entrou                                       |
| 1954                            | Não entrou                                       | Não entrou                                       | Não entrou                                       | Não entrou                                       | Não entrou                                       | Não entrou                                       | Não entrou                                       | Não entrou                                       |
| 1958                            | Não classificou-se                               | Não classificou-se                               | Não classificou-se                               | Não classificou-se                               | Não classificou-se                               | Não classificou-se                               | Não classificou-se                               | Não classificou-se                               |
| 1962                            | Retirou-se                                       | Retirou-se                                       | Retirou-se                                       | Retirou-se                                       | Retirou-se                                       | Retirou-se                                       | Retirou-se                                       | Retirou-se                                       |
| 1966                            | Não entrou                                       | Não entrou                                       | Não entrou                                       | Não entrou                                       | Não entrou                                       | Não entrou                                       | Não entrou                                       | Não entrou                                       |
| 1970                            | Não classificou-se                               | Não classificou-se                               | Não classificou-se                               | Não classificou-se                               | Não classificou-se                               | Não classificou-se                               | Não classificou-se                               | Não classificou-se                               |
| 1974                            | Não classificou-se                               | Não classificou-se                               | Não classificou-se                               | Não classificou-se                               | Não classificou-se                               | Não classificou-se                               | Não classificou-se                               | Não classificou-se                               |
| 1978                            | Não classificou-se                               | Não classificou-se                               | Não classificou-se                               | Não classificou-se                               | Não classificou-se                               | Não classificou-se                               | Não classificou-se                               | Não classificou-se                               |
| 1982                            | Não classificou-se                               | Não classificou-se                               | Não classificou-se                               | Não classificou-se                               | Não classificou-se                               | Não classificou-se                               | Não classificou-se                               | Não classificou-se                               |
| 1986                            | Fase de grupos                                   | 24ª                                              | 3                                                | 0                                                | 0                                                | 3                                                | 0                                                | 5                                                |
| 1990                            | Não classificou-se                               | Não classificou-se                               | Não classificou-se                               | Não classificou-se                               | Não classificou-se                               | Não classificou-se                               | Não classificou-se                               | Não classificou-se                               |
| 1994                            | Não classificou-se                               | Não classificou-se                               | Não classificou-se                               | Não classificou-se                               | Não classificou-se                               | Não classificou-se                               | Não classificou-se                               | Não classificou-se                               |
| 1998                            | Não classificou-se                               | Não classificou-se                               | Não classificou-se                               | Não classificou-se                               | Não classificou-se                               | Não classificou-se                               | Não classificou-se                               | Não classificou-se                               |
| 2002                            | Não classificou-se                               | Não classificou-se                               | Não classificou-se                               | Não classificou-se                               | Não classificou-se                               | Não classificou-se                               | Não classificou-se                               | Não classificou-se                               |
| 2006                            | Não classificou-se                               | Não classificou-se                               | Não classificou-se                               | Não classificou-se                               | Não classificou-se                               | Não classificou-se                               | Não classificou-se                               | Não classificou-se                               |
| 2010                            | Não classificou-se                               | Não classificou-se                               | Não classificou-se                               | Não classificou-se                               | Não classificou-se                               | Não classificou-se                               | Não classificou-se                               | Não classificou-se                               |
| 2014                            | Não classificou-se                               | Não classificou-se                               | Não classificou-se                               | Não classificou-se                               | Não classificou-se                               | Não classificou-se                               | Não classificou-se                               | Não classificou-se                               |
| 2018                            | Não classificou-se                               | Não classificou-se                               | Não classificou-se                               | Não classificou-se                               | Não classificou-se                               | Não classificou-se                               | Não classificou-se                               | Não classificou-se                               |
| 2022                            | Fase de grupos                                   | 31ª                                              | 3                                                | 0                                                | 0                                                | 3                                                | 2                                                | 7                                                |
| 2026                            | Classificado automaticamente por ser o país-sede | Classificado automaticamente por ser o país-sede | Classificado automaticamente por ser o país-sede | Classificado automaticamente por ser o país-sede | Classificado automaticamente por ser o país-sede | Classificado automaticamente por ser o país-sede | Classificado automaticamente por ser o país-sede | Classificado automaticamente por ser o país-sede |
| Total                           | Fase de Grupos                                   | 2/22                                             | 5                                                | 0                                                | 0                                                | 6                                                | 2                                                | 12                                               |

## Registro de Copas das Confederações
| Ano         | Rodada             | J                  | V                  | E                  | D                  | GF                 | GC                 |
| ----------- | ------------------ | ------------------ | ------------------ | ------------------ | ------------------ | ------------------ | ------------------ |
| 1992 a 1999 | Não Classificou-se | Não Classificou-se | Não Classificou-se | Não Classificou-se | Não Classificou-se | Não Classificou-se | Não Classificou-se |
| 2001        | Rodada 1           | 3                  | 0                  | 1                  | 2                  | 0                  | 5                  |
| 2003 a 2017 | Não Classificou-se | Não Classificou-se | Não Classificou-se | Não Classificou-se | Não Classificou-se | Não Classificou-se | Não Classificou-se |
| Total       | 1/8                | 3                  | 0                  | 1                  | 2                  | 0                  | 5                  |

## Registro de Copas Ouro
| Campeonato/Copa Ouro da CONCACAF | Campeonato/Copa Ouro da CONCACAF | Campeonato/Copa Ouro da CONCACAF | Campeonato/Copa Ouro da CONCACAF | Campeonato/Copa Ouro da CONCACAF | Campeonato/Copa Ouro da CONCACAF | Campeonato/Copa Ouro da CONCACAF | Campeonato/Copa Ouro da CONCACAF |
| Total: 2 Títulos                 | Total: 2 Títulos                 | Total: 2 Títulos                 | Total: 2 Títulos                 | Total: 2 Títulos                 | Total: 2 Títulos                 | Total: 2 Títulos                 | Total: 2 Títulos                 |
| Ano                              | Rodada                           | J                                | V                                | E                                | D                                | GF                               | GS                               |
| -------------------------------- | -------------------------------- | -------------------------------- | -------------------------------- | -------------------------------- | -------------------------------- | -------------------------------- | -------------------------------- |
| 1963 a 1971                      | Não Entrou                       | Não Entrou                       | Não Entrou                       | Não Entrou                       | Não Entrou                       | Não Entrou                       | Não Entrou                       |
| 1973                             | Não Classificou-se               | Não Classificou-se               | Não Classificou-se               | Não Classificou-se               | Não Classificou-se               | Não Classificou-se               | Não Classificou-se               |
| 1977                             | Quarto lugar                     | 5                                | 2                                | 1                                | 2                                | 7                                | 8                                |
| 1981                             | Quarto lugar                     | 5                                | 1                                | 3                                | 1                                | 6                                | 6                                |
| 1985                             | Campeão                          | 4                                | 2                                | 2                                | 0                                | 4                                | 2                                |
| 1989                             | Não Classificou-se               | Não Classificou-se               | Não Classificou-se               | Não Classificou-se               | Não Classificou-se               | Não Classificou-se               | Não Classificou-se               |
| 1991                             | Rodada 1                         | 3                                | 1                                | 0                                | 2                                | 6                                | 9                                |
| 1993                             | Rodada 1                         | 3                                | 0                                | 2                                | 1                                | 3                                | 11                               |
| 1996                             | Rodada 1                         | 2                                | 1                                | 0                                | 1                                | 4                                | 5                                |
| 1998                             | Retirou-se                       | Retirou-se                       | Retirou-se                       | Retirou-se                       | Retirou-se                       | Retirou-se                       | Retirou-se                       |
| 2000                             | Campeão                          | 5                                | 3                                | 2                                | 0                                | 7                                | 3                                |
| 2002                             | Terceiro lugar                   | 5                                | 2                                | 2                                | 1                                | 5                                | 4                                |
| 2003                             | Rodada 1                         | 2                                | 1                                | 0                                | 1                                | 1                                | 2                                |
| 2005                             | Rodada 1                         | 3                                | 1                                | 0                                | 2                                | 2                                | 4                                |
| 2007                             | Semi-Final                       | 5                                | 3                                | 0                                | 2                                | 9                                | 5                                |
| 2009                             | Quartas-de-Final                 | 4                                | 2                                | 1                                | 1                                | 4                                | 3                                |
| 2011                             | Rodada 1                         | 3                                | 1                                | 1                                | 1                                | 2                                | 3                                |
| 2013                             | Fase-de-Grupos                   | 3                                | 0                                | 1                                | 2                                | 0                                | 3                                |
| 2015                             | Rodada 1                         | 3                                | 0                                | 2                                | 1                                | 0                                | 1                                |
| 2017                             | Quartas-de-final                 | 4                                | 1                                | 2                                | 1                                | 6                                | 5                                |
| 2019                             | Quartas-de-final                 | 4                                | 2                                | 0                                | 2                                | 14                               | 6                                |
| 2021                             | Semi-Final                       | 5                                | 3                                | 0                                | 2                                | 11                               | 5                                |
| 2023                             | Quartas-de-Final                 | 4                                | 1                                | 3                                | 0                                | 8                                | 6                                |
| 2025                             | Quartas-de-Final                 | 4                                | 2                                | 2                                | 0                                | 9                                | 2                                |
| Total                            | 2 Títulos                        | 76                               | 29                               | 24                               | 23                               | 108                              | 93                               |

## Registro deCopa América
| Ano   | Rodada       | J | V | E | D | GF | GC |
| ----- | ------------ | - | - | - | - | -- | -- |
| 2024  | Quarto Lugar | 6 | 1 | 3 | 2 | 4  | 7  |
| Total | Quarto Lugar | 6 | 1 | 3 | 2 | 4  | 7  |

## Jogadores com mais participações
| #  | Nome              | Anos em atividade | Participações | Gols |
| -- | ----------------- | ----------------- | ------------- | ---- |
| 1  | Paul Stalteri     | 1997–2010         | 84            | 7    |
| 2  | Randy Samuel      | 1983–1997         | 82            | 0    |
| 3  | Dwayne De Rosario | 1998–2015         | 81            | 22   |
| 4  | Mark Watson       | 1994–2004         | 78            | 3    |
| 5  | Lyndon Hooper     | 1986–1997         | 67            | 3    |
| 6  | Alex Bunbury      | 1986–1997         | 64            | 16   |
| 7  | Nick Dasovic      | 1992–2004         | 63            | 2    |
| 8  | Colin Miller      | 1983–1997         | 61            | 5    |
| 8  | Mike Sweeney      | 1980–1991         | 61            | 1    |
| 10 | Carlo Corazzin    | 1994–2004         | 59            | 11   |

Os jogadores em Negrito são os que ainda estão em atividade.

## Artilheiros
| #  | Nome              | Anos em atividade | Participações | Gols |
| -- | ----------------- | ----------------- | ------------- | ---- |
| 1  | Dwayne De Rosario | 1998–2015         | 81            | 18   |
| 2  | Dale Mitchell     | 1980–1993         | 55            | 19   |
| 3  | John Catliff      | 1984–1994         | 44            | 18   |
| 4  | Alex Bunbury      | 1986–1997         | 64            | 16   |
| 5  | Ali Gerba         | 2005–2011         | 31            | 15   |
| 6  | Igor Vrablic      | 1984–1986         | 35            | 12   |
| 7  | Kevin McKenna     | 2000–2012         | 63            | 11   |
| 7  | Carlo Corazzin    | 1994–2004         | 59            | 11   |
| 7  | Paul Peschisolido | 1992–2004         | 53            | 11   |
| 10 | Tomasz Radzinski  | 1995–2008         | 46            | 10   |

Os jogadores em Negrito são os que ainda estão em atividade.

## Técnicos
| Nome                       | De               | Até              |
| -------------------------- | ---------------- | ---------------- |
| Don Petrie                 | 1957             | 1957             |
| Peter Dinsdale             | 1968             | 1970             |
| Frank Pike                 | 1970             | 1973             |
| Bill McAllister            | 1973             | 1973             |
| Eckhard Krautzun           | 1973             | 1975             |
| Bill McAllister            | 1975             | 1975             |
| Eckhard Krautzun           | 1975             | 1977             |
| Barrie Clarke              | 1979             | 1981             |
| Tony Waiters               | 1981             | 1985             |
| Bruce Wilson (interino)    | 1985             | 1985             |
| Tony Waiters               | 1985             | 1986             |
| Bob Bearpark               | 1986             | 1987             |
| Tony Taylor                | 1988             | 1989             |
| Bob Lenarduzzi             | 1989             | 1990             |
| Tony Waiters               | 1990             | 1991             |
| Bob Lenarduzzi             | 1992             | 1997             |
| Bruce Twamley (interino)   | 1998             | 1998             |
| Holger Osieck              | 1999             | 2003             |
| Colin Miller (interino)    | 2003             | 2003             |
| Frank Yallop               | 2004             | Junho de 2006    |
| Stephen Hart (interino)    | Julho de 2006    | Junho de 2007    |
| Dale Mitchell              | Junho de 2007    | Março de 2009    |
| Stephen Hart (interino)    | Abril de 2009    | Dezembro de 2009 |
| Stephen Hart               | Dezembro de 2009 | Janeiro de 2013  |
| Colin Miller (interino)    | Janeiro de 2013  | Janeiro de 2013  |
| Tony Fonseca               | Março de 2013    | Maio de 2013     |
| Colin Miller (interino)    | Maio de 2013     | Julho 2013       |
| Benito Floro               | Agosto 2013      | September 2016   |
| Michael Findlay (interino) | Setembro 2016    | Marco 2017       |
| Octavio Zambrano           | Março 2017       | Janeiro 2018     |
| John Herdman               | Janeiro 2018     |                  |

Bruce Wilson treinou em duas partidas da 'Copa do Presidente 1985 na Coreia do Sul, durante o reinado de Tony Waiters.

### Material esportivo
| Marca  | Período        |
| ------ | -------------- |
| Adidas | 1986–1992      |
| Score  | 1993–1995      |
| Umbro  | 1995–1998      |
| Adidas | 1999–2009      |
| Umbro  | 2011–2018      |
| Nike   | 2019– presente |

## Títulos
| CONTINENTAIS | CONTINENTAIS          | CONTINENTAIS | CONTINENTAIS |
| Troféus      | Competições           | Títulos      | Temporadas   |
| ------------ | --------------------- | ------------ | ------------ |
|              | Copa Ouro da CONCACAF | 2            | 1985, 2000   |

Outros Títulos
- Jogos Olimpicos: 1904
- Copa das Nações Norte-Americanas: 1990
- Jogos da Francofonia: 1989, 1997

### Troféus
- Em 1985, o Canadá ganhou o Troféu George Kafaty por nação top da CONCACAF nas eliminatórias para a Copa do Mundo (como anfitriões, o México não participou).